# 스코티시 리그컵
스코틀랜드 리그컵(Scottish League Cup)은 스코틀랜드 축구의 컵대회이다. 스코틀랜드 프리미어리그팀들과 스코틀랜드 풋볼 리그(스코틀랜드 풋볼 리그 1부, 스코틀랜드 풋볼 리그 2부, 스코틀랜드 풋볼 리그 3부)팀들이 참여하며 넉아웃 토너먼트 제도로 시행된다. 현재 디펜딩 챔피언은 세인트 미렌 FC를 1-0으로 이기고 우승한 레인저스 FC이다.